# Petrăchești
Petrăchești – wieś w Rumunii, w okręgu Buzău, w gminie Vintilă Vodă. W 2011 roku liczyła 338 mieszkańców.